# Сагуна Брахман
Сагуна Брахман (буквально «абсолют с качествами») — в индуизме философское понятие, означающее абсолют, обладающий определёнными качествами в противоположность «Ниргуна Брахман», абсолюту, не обладающему никакими качествами. Термин произошел от санскритского IAST: saguṇa (सगुण) «с качествами, гунами» и Брахман (ब्रह्मन्) «абсолют». Близок к понятию имманентности — проявленного божественного присутствия.

## Йога
Раджарши (Swami Rājarshi Muni, 2001: с. 45), передавая свою оценку исторического синтеза школы йоги (один из шести астика школ индуизма), вводит принцип « Ишвара» как Сагуна Брахман, чтобы примирить взгляды крайности Веданта «advandva» и санкья «двандва»: 
 «Введение особого принципа (таттва), называемого ишварой, в философии йоги — это смелая попытка примирения между трансцендентальным недвойственным монизмом веданты и плюралистическим, дуалистическим атеизмом санкхьи». Сложная система философии йоги сближает две доктрины веданты и санкьи и позволяет понять их как представление одной и той же реальности с двух разных точек зрения. Недвойственный подход веданты представляет принцип адвандвы (недвойственность высшей истины на трансцендентном уровне). Дуалистический подход санкхьи представляет истину той же реальности, но на более низком эмпирическом уровне, рационально анализируя принцип двандвы (двойственность или пара противоположностей). Принимая во внимание, что философия йоги представляет собой синтез веданты и санкхьи, примиряя одновременно монизм и дуализм, сверхъестественное и эмпирическое". 

## Веданта
Согласно Двайте из Мадхвачарьи и Вишишта-Адвайте из Рамануджачарьи, Брахман задуман как Сагуна Брахман (личное божество) или Ишвара (Господь вселенной) с бесконечными атрибутами, в том числе формой. Однако, в отличие от Двайты, Вишишта-Адвайта использование термина Брахман вторично обозначает мир, который зависит от Брахмана, а именно все умы и материальные вещи, составляющие Брахманическое тело. Сагуна Брахман бессмертен, нетлен, вечен, как ясно сказано в Бхагавад-гите. Указанная личная форма — это, как правило, Ади Нараяна или Кришна. Адвайта Ади Шанкара сохранил и Сагуна Брахман (Брахман с качествами), и Ниргуна Брахман (Брахман без качеств), но он считал, что первый был просто иллюзорным. На основе эзотерического просветленного опыта (мокша) и писания (шрути) он считает, что только Ниргуна Брахман является реальным. В то время как Двайта Мадхвы и Вишиштадвайта Рамануджи считают Сагуна Брахмана высшей реальностью, а освобождение (мокша) достигается только по милости Бога.

## Другие
Сурья рассматривается как Сагуна Брахаман Саурой (индуизм), Богиня Шакти (или Парвати, Дурга, Кали, Махалакшми, Гаятри) рассматривается как Сагуна Брахман в Шактизме, а Шива — Сагуна Брахман Шиваизма. 

## Использованная литература
1. ↑  Swami Rājarshi Muni (2001). Yoga: the ultimate spiritual path. Second edition, illustrated. Llewellyn Worldwide. ISBN 1-56718-441-3, ISBN 978-1-56718-441-9. Source: (accessed: Friday May 7, 2010), p.45
2. 1 2  Iannone, 2013, p. 79.
3. ↑  Swami Dayananda Sarasvati. The Philosophy Of Religion In India. — Bharatiya Kala Prakashan. — С. 47. Архивировано 5 августа 2021 года.
4. ↑  It is also understood that worshippers of a particular personal form of God or Goddess as supreme may see other personal forms as plenary portions or expansions or aspects of Brahman.

## Список используемой литературы
- Iannone, A. Pablo. Dictionary of World Philosophy. — Routledge, 2013.